# Монте-Роза
Монте-Роза (итал. Monte Rosa, фр. Mont Rose) — горный массив, расположенный в кантоне Вале, Швейцария, и итальянских областях Пьемонт и Валле-д’Аоста. Он является частью Пеннинских Альп и находится в той же горной цепи, что и Маттерхорн.
Высочайший пик массива — пик Дюфур (нем. Dufourspitze, фр. Pic Dufour) возвышается на 4634 м и является высочайшей вершиной Швейцарии.
На фирновых полях северных склонов массива Монте-Роза берёт своё начало крупнейший ледник Пеннинских Альп — Горнер (длина составляет 14,1 км, площадь — 68,9 км²), состоящий из 8 сливающихся потоков. Главным истоком ледника Горнер является ледник Монте-Роза.
На одной из вершин Монте-Роза похоронен мыслитель-традиционалист середины XX века Юлиус Эвола.

## Вершины
1. Пик Дюфур (нем. Dufourspitze), 4634 м;
2. Пик Дюнан (нем. Dunantspitze), 4632 м;
3. нем. Grenzgipfel, 4618 м;
4. Норденд (нем. Nordend), 4609 м;
5. Цумштайншпитце (нем. Zumsteinspitze), 4563 м;
6. Зигналькуппе (нем. Signalkuppe), 4554 м (здесь расположен высочайший в Европе горный приют Regina Margherita, а также метеорологическая станция и центр по изучению горной болезни);
7. нем. Grenzsattel, 4453 м;
8. Парротшпитце (нем. Parrotspitze), 4432 м;
9. Людвигсхёэ (нем. Ludwigshöhe), 4341 м;
10. Шварцхорн (нем. Schwarzhorn), 4322 м;
11. Пирамид-Винсент (итал. Pyramide Vincent), 4215 м;
12. нем. Balmenhorn, 4167 м;
13. Пунта-Джордани (итал. Punta Giordani), 4046 м.